# Loriana Kuka
Loriana Kuka (5 aprile 1997) è una judoka kosovara.

## Palmarès
- Mondiali

Tokyo 2019: bronzo nei 78 kg.
Europei
Praga 2020: bronzo nei 78 kg.
- Giochi europei

Minsk 2019: bronzo nei 78 kg.
- Giochi del Mediterraneo

Tarragona 2018: argento nei 78 kg.
- Europei Under-23

Győr 2018: oro nei 78 kg.

### Vittorie nel circuito IJF
| Data            | Località | Paese      | Categoria  |
| --------------- | -------- | ---------- | ---------- |
| 8 aprile 2018   | Adalia   | Turchia    | Grand Prix |
| 9 novembre 2018 | Tashkent | Uzbekistan | Grand Prix |
| 29 marzo 2019   | Tbilisi  | Georgia    | Grand Prix |